# Thomas Massamba
Thomas Kalemba-Massamba (Kinshasa, 28 marzo 1985) è un ex cestista della Repubblica Democratica del Congo con cittadinanza svedese.
Ha due fratelli, Darly e Brice, e una sorella, Tanya, tutti cestisti.

## Carriera
Con la Svezia ha disputato i Campionati europei del 2013.

## Palmarès
- Campionato ceco: 1

ČEZ Nymburk: 2013-14
- Coppa di Bulgaria: 1

Academic Sofia: 2013
- Coppa di Cipro: 1

ETHA Engomis: 2015
- Lega Balcanica: 1

Pristina: 2015-16